# La Belle au bois dormant (opéra)

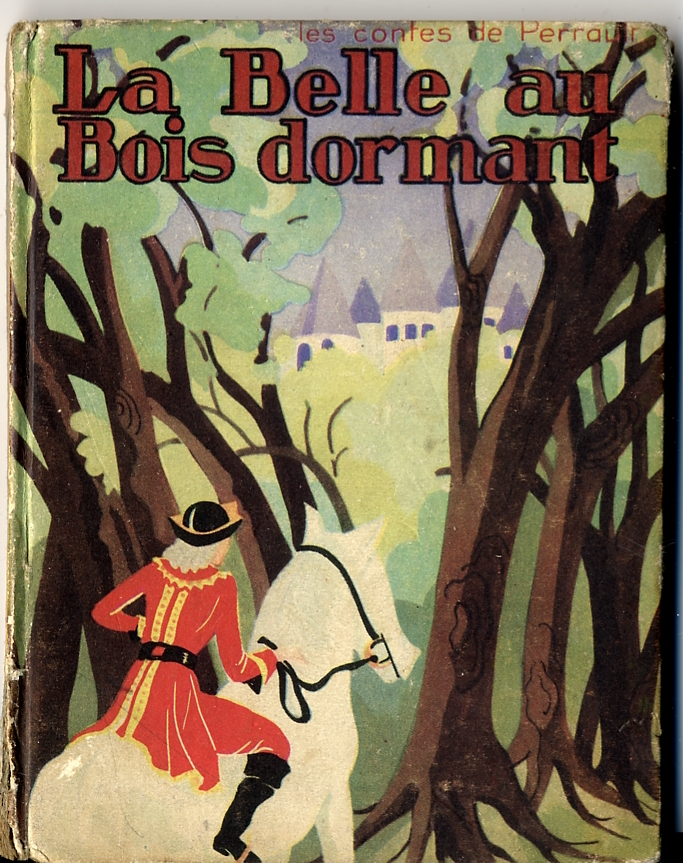
Couverture du livre pour enfant "La Belle au bois Dormant" vers 1930

Pour les articles homonymes, voir La Belle au bois dormant (homonymie).
La Belle au bois dormant est un opéra composé par Michele Carafa sur un livret en français d'Eugène de Planard, d'après le conte La Belle au bois dormant de Charles Perrault.

## Présentation
La première représentation eut lieu le 2 mars 1825 au Théâtre de l'Académie Royale de Musique à Paris. C'est le célèbre ténor Adolphe Nourrit qui créa le rôle du Prince Lindor.